# Hiatulopsis
Hiatulopsis — рід грибів родини Agaricaceae. Назва вперше опублікована 1967 року.

## Класифікація
Згідно з базою MycoBank до роду Hiatulopsis відносять 2 офіційно визнані види:
- Hiatulopsis amara
- Hiatulopsis aureoflava